# 奥迪康
奥迪康（Oticon）是丹麦的一家助听器制造商，总部坐落于丹麦首都哥本哈根的郊区。它属于William Demant Holding集团的一部分，该集团的主要持股人是奥迪康基金会。

## 公司历史
1904年6月8日汉斯·戴蒙特（Hans Demant）在欧登斯创建了该公司，希望帮助他患有听力障碍的妻子。在二战期间，汉斯·戴蒙特的儿子William Demant开始制造仿制于Acousticon产品的助听器。
1946年奥迪康推出自己的第一款产品，TA型助听器。
1988－98年间，拉尔斯·科林德是公司的CEO，他因引入“Spaghetti组织结构”而闻名。

## 历届CEO
- 1988-1998 Lars Kolind
- 1998-2008 Niels Jacobsen
- 2008- Søren Nielsen